# سیارک ۲۰۵۹۵
سیارک ۲۰۵۹۵ (به انگلیسی: 20595 Ryanwisnoski، نامگذاری:1999RT188) بیست هزار و پانصد و نود و پنجمین سیارک کشف شده‌است که در ۹ سپتامبر ۱۹۹۹ کشف شد.
قدر مطلق سیارک برابر ۱۱.۲ است.